# ヨウルトルットゥ

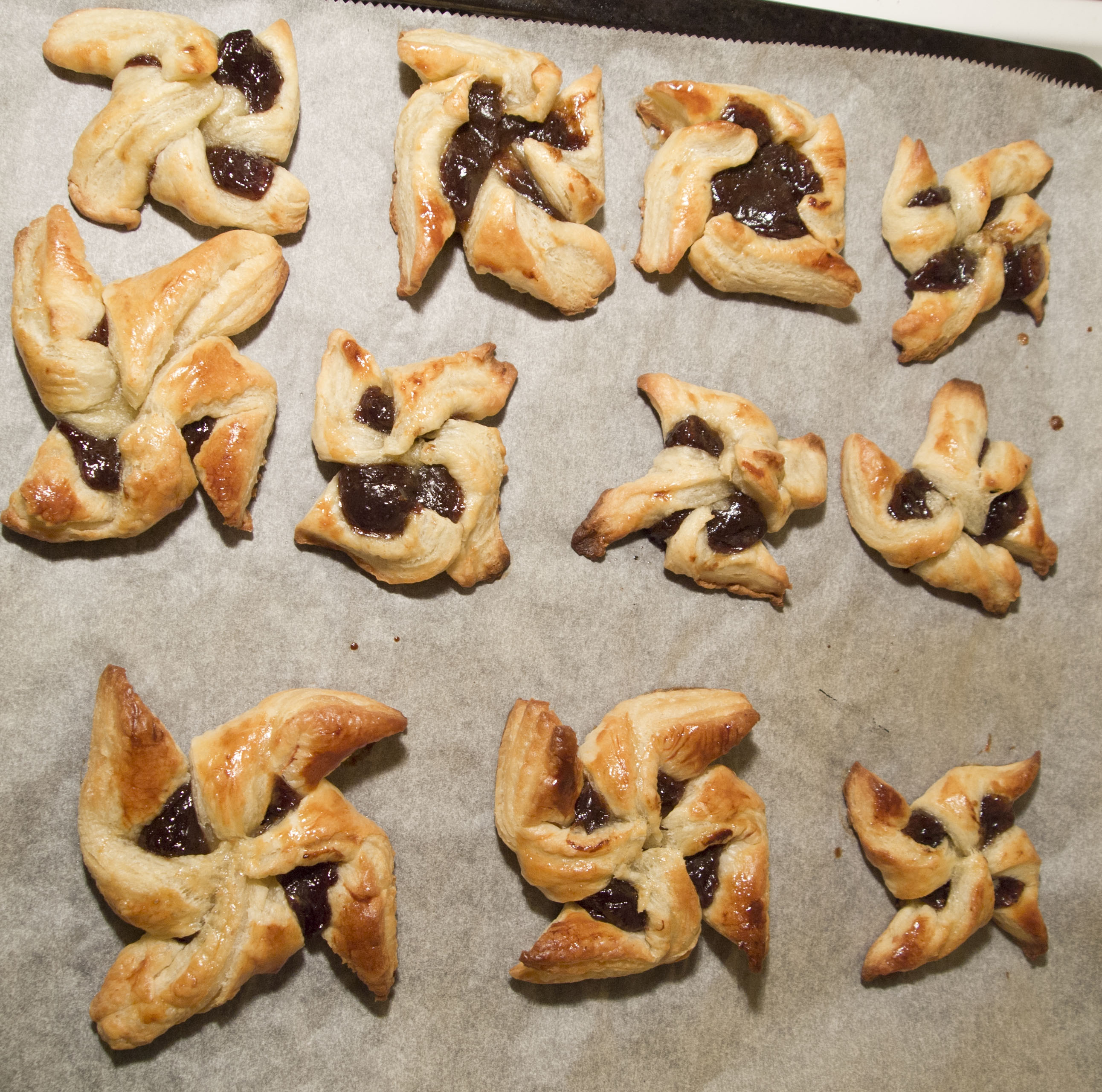
ヨウルトルットゥの例

ヨウルトルットゥ（フィンランド語: joulutorttu、スウェーデン語: jultårta）はフィンランドのパイ菓子、ペイストリー。
「ヨウルトルットゥ」は「ユール」「タルト」の意味であり、「クリスマスタルト」の意味の通り、クリスマスには欠かせない菓子である。タハティトルットゥ（フィンランド語: tähtitorttu）と呼ばれており、これは「星のタルト」の意となる。この別名のように手裏剣のような形状に正方形のパイ生地を折り畳んで成形するのが特徴である。ヨウルトルットゥの中央にはジャムを乗せるが、プルーンのジャムが伝統的である。焼きあがったヨウルトルットゥには粉砂糖を振りかける。